# Гжель (Сафоновський район)
Гжель (рос. Гжель) — присілок Сафоновського району Смоленської області Росії. Входить до складу Богдановщинського сільського поселення.
Населення — 15 осіб (2007 рік).
Розташований на річці Димка, притоці Дніпра. Припускають, що свою назву присілок отримав від притоки Дими, річки Гжелки, на якій первісно й стояв, але потім був перенесений вище за течією.